# Elliant
Elliant é uma comuna francesa na região administrativa da Bretanha, no departamento Finisterra. Estende-se por uma área de 70,03 km². Em 2010 a comuna tinha 3 448 habitantes (densidade: 49,2 hab./km²).